# 嗜碘阿米巴
嗜碘阿米巴（学名：Iodamoeba butschlii），是内阿米巴科嗜碘属的唯一一个物种。常见于人、猪和其他哺乳动物的大肠中，分布范围遍及全世界，原始宿主可能是猪。